# Laccobius ytenensis
Laccobius ytenensis é uma espécie de insetos coleópteros polífagos pertencente à família Hydrophilidae.
A autoridade científica da espécie é Sharp, tendo sido descrita no ano de 1910.
Trata-se de uma espécie presente no território português.